# Szoboszlai Sándor
Szoboszlay Sándor más írásmóddal: Szoboszlai (Dömös, 1925. március 22. – Veszprém, 2013. január 4.) Jászai Mari-díjas és Aase-díjas magyar színész, érdemes és kiváló művész.

## Életpályája
Pályáját amatőr színészként kezdte. 1950-től tagja volt az Ifjúsági Színháznak, ami később Petőfi Színház néven működött tovább. 1954-ben diplomázott a Színház- és Filmművészeti Főiskolán. 1956-1972 között a Békéscsabai Jókai Színházban és az egri Gárdonyi Géza Színházban szerepelt. 1972-1974 között a Vidám Színpad, 1974-1991 között pedig a Veszprémi Petőfi Színház társulatának színművésze volt. 1994-ben az Magyar Demokrata Fórum országgyűlési képviselőjelöltje volt. 2001-ben a Veszprémi Petőfi Színház örökös tagja lett.
2013. január 4-én, hosszas betegség után hunyt el Veszprémben.
Erőteljes egyénisége, tehetsége vígjátékokban és tragédiákban is jól érvényesül.

## Színházi szerepeiből
A Színházi adattárban regisztrált bemutatóinak száma: 188; ugyanitt száznégy színházi felvételen is látható.
- Kovács kapitány  (Molnár Ferenc: Olympia)
- Versinyin (Anton Pavlovics Csehov: Három nővér)
- Beppo  (Heltai Jenő: A néma levente)
- Széchenyi  (Németh László: Széchenyi)
- Ványa bácsi  (Anton Pavlovics Csehov: Ványa bácsi)
- Vonó Ignác  (Fejes Endre: Vonó Ignác)
- III. Richárd  (William Shakespeare: III. Richárd)
- Őrnagy  (Örkény István: Tóték)
- Puzsér  (Molnár Ferenc: A doktor úr)
- Boguslawski  (Spiró György: Az imposztor)
- István király  (Sík Sándor: István király)
- Szent Antal  (Maurice Maeterlinck: Szent Antal csodája).

## Filmjei
| - Rómeó, Júlia és a sötétség (1960) - III. Richard (1973) - Ficzek úr (1974) - A labda (1974) - Zenés TV Színház (1974) - Felelet (1975) - Gyémántok (1976) - A nagyenyedi két fűzfa (1979) - Fekete rózsa (1980) - Kiválasztottak (1981) - Századunk (1981) - Atomzsarolás (1982) - Mint oldott kéve (1983) - Özvegy és leánya (1983) - Warrenné mestersége (1984) - Rutinmunka (1985) - Üvegvár a Mississippin (1985) - Linda (1986) - Almási, avagy a másik gyilkos (1987) - Farkasok és bárányok (1987) - Szomszédok (1987-1998) - Fűszer és csemege (1988) - Czillei és a Hunyadiak (1988) - Erdély aranykora (1989) - Égető Eszter (1989) - A megközelíthetetlen (1989) - Kéz kezet mos (1989) - Cikász és a halló pálmák (1990) - István király (1992) - Az álommenedzser (1992) - A félelem fokozatai (1994) - Zsaruvér és Csigavér I.: A királyné nyakéke (2001) | - 2×2 néha 5 (1955) - Itt járt Mátyás király (1966) - Horizont (1970) - Dóra jelenti (1978) - Az áldozat (1980) - Élve vagy halva (1980) - Gyémántpiramis (1985) - Béketárgyalás, avagy az évszázad csütörtökig tart (1989) - A csalás gyönyöre (1992) |

## Díjai
- Jászai Mari-díj (1969)
- Érdemes művész (1981)
- Kiváló művész (1987)
- A Magyar Köztársasági Érdemrend kiskeresztje (1994)
- A Magyar Érdemrend középkeresztje (2012)